# Lijst van plaatsen in Tasmanië
Dit is een lijst van plaatsen in de Australische deelstaat Tasmanië:

## A
- Abercrombie
- Adventure Bay
- Alonnah
- Andover
- Ansons Bay
- Arthur River
- Auburn
- Austins Ferry
- Avoca

## B
- Badger Head
- Bagdad
- Barnes Bay
- Beaconsfield
- Beaumaris
- Beauty Point
- Beechford
- Bell Bay
- Bellingham
- Beulah
- Bicheno
- Binalong Bay
- Birralee
- Bishopsbourne
- Black River
- Blackwall
- Blackwood Creek
- Blue Rocks
- Boat Harbour Beach
- Boobyalla
- Bothwell
- Boyer
- Bracknell
- Branxholm
- Breadalbane
- Bream Creek
- Bridgenorth
- Bridgewater
- Bridport
- Brighton
- Bronte Park
- Buckland
- Burnie

## C
- Camdale
- Campania
- Campbell Town
- Carlton River
- Carrick
- Caveside
- Chain of Lagoons
- Chudleigh
- Claremont
- Clarence Point
- Coles Bay
- Conara
- Connellys Marsh
- Cooee
- Copping
- Cradoc
- Cranbrook
- Cressy
- Crotty
- Cuprona
- Currie
- Cygnet

## D
- Deddington
- Deloraine
- Dennes Point
- Derby
- Derwent Bridge
- Deviot
- Devonport
- Doctors Rocks
- Dodges Ferry
- Doo Town
- Dover
- Dunalley
- Dundas

## E
- Eaglehawk Neck
- East Grinstead
- Edith Creek
- Elizabeth Town
- Ellendale
- Emu Heights
- Evandale
- Exeter
- Exton

## F
- Falmouth
- Fingal
- Flowerdale
- Flowery Gully
- Forcett
- Forest
- Forth
- Franklin
- Friendly Beaches

## G
- Garden Island Creek
- Gawler
- Geeveston
- George Town
- Glen Huon
- Glengarry
- Gormanston
- Granton
- Grassy
- Gravelly Beach
- Greens Beach
- Gretna
- Grindelwald
- Gunns Plains

## H
- Hadspen
- Hagley
- Hamilton
- Hampshire
- Harford
- Hawley Beach
- Heybridge
- Hillwood
- Hobart
- Holwell
- Howth
- Huonville

## I
- Irishtown

## J
- Jericho

## K
- Kamona
- Kellevie
- Kelso
- Kempton
- Kettering
- Kingston

## L
- Lady Barron
- Lake Leake
- Lanena
- Lapoinya
- Latrobe
- Lauderdale
- Launceston
- Legana
- Leith
- Levendale
- Lewisham
- Liawenee
- Liffey
- Lilydale
- Lincoln
- Linda
- Llewellyn
- Loira
- Longford
- Lottah
- Low Head
- Lower Longley
- Lunawanna
- Lune River

## M
- Magra
- Maitland
- Mangalore
- Margate
- Marion Bay
- Marrawah
- Mathinna
- Mawbanna
- Maydena
- Meander
- Mengha
- Midway Point
- Miena
- Milabena
- Moina
- Mole Creek
- Moogara
- Moriarty
- Mount Direction
- Mount Hicks
- Mountain River
- Murdunna
- Myalla

## N
- Neika
- New Norfolk
- Nubeena
- Nugent
- Nunamara

## O
- Oatlands
- Oldina
- Orford
- Ouse

## P
- Parattah
- Parkham
- Pawleena
- Pelverata
- Penguin
- Perth
- Pioneer
- Pipers River
- Plenty
- Poatina
- Pontville
- Port Arthur
- Port Sorell
- Premaydena
- Preolenna
- Preston
- Primrose Sands
- Pyengana

## Q
- Queenstown

## R
- Railton
- Ranelagh
- Red Hills
- Redpa
- Renison Bell
- Riana
- Richmond
- Ringarooma
- Rocky Cape
- Rosebery
- Rosevears
- Ross
- Rossarden
- Royal George

## S
- Saltwater River
- Sandfly
- Sassafras
- Savage River
- Scamander
- Scottsdale
- Shearwater
- Sheffield
- Sidmouth
- Sisters Beach
- Sisters Creek
- Smithton
- Snug
- Somerset
- Sorell
- South Burnie
- Southport
- Spreyton
- St Helens
- St Marys
- Stanley
- Strahan
- Strathgordon
- Sulphur Creek
- Surveyors Bay
- Swan Bay
- Swansea

## T
- Taranna
- Tarleton
- Tarraleah
- Tomahawk
- Tooms Lake
- Travellers Rest
- Triabunna
- Tullah
- Tunbridge
- Turners Beach
- Tyenna

## U
- Ulverstone
- Upper Castra
- Uxbridge

## W
- Waddamana
- Waratah
- Wattle Hill
- Weetah
- West Pine
- West Ulverstone
- Westbury
- Westerway
- Weymouth
- Whitemark
- Whitemore
- Williamsford
- Wiltshire
- Winnaleah
- Wivenhoe
- Woodbridge
- Wynyard

## Y
- Yolla

## Z
- Zeehan